# Kōsuke Nakamura
Kōsuke Nakamura (中村 航輔 Nakamura Kōsuke?, Kita, Tokio, 27 de febrero de 1995) es un futbolista japonés que juega como guardameta en el Portimonense S. C. de la Primeira Liga de Portugal.

## Clubes
| Club                     | País     | Año       |
| ------------------------ | -------- | --------- |
| Kashiwa Reysol           | Japón    | 2013-2021 |
| J.League Sub-22 (cedido) | Japón    | 2014      |
| Avispa Fukuoka (cedido)  | Japón    | 2015      |
| Portimonense S. C.       | Portugal | 2021-     |